# Anastazja
Anastazja – żeński odpowiednik imienia Anastazy. Oznacza „zmartwychwstała, wskrzeszona”.
Wśród imion nadawanych nowo narodzonym dzieciom, Anastazja w 2017 roku zajmowała 41. miejsce w grupie imion żeńskich. W roku 2022 imię Anastazja nosiło w Polsce 22 020 kobiet, co oznacza 128. pozycję na liście najczęściej występujących w kraju imion.
Anastazja imieniny obchodzi 10 marca, 15 kwietnia, 17 sierpnia, 28 października, 11 listopada i 25 grudnia.
Odpowiedniki w innych językach:
- esperanto: Anastazio[3]
- angielski: Anastasia, Stacey
- fiński: Nasti
- rosyjski: Anastasija[4]

## Znane osoby o imieniu Anastazja

### Święte i błogosławione
- Anastazja z Dalmacji – męczennica chrześcijańska
- Anastazja z Rzymu – męczennica chrześcijańska
- Anastazja Bobkowa – rosyjska posłusznica, święta nowomęczennica.
- Anastazja Patrycjuszka – święta katolicka żyjąca w Bizancjum

### Królowe i księżne
- Anastazja – cesarzowa bizantyńska, żona Konstantyna IV
- Anastazja – cesarzowa bizantyńska, żona Tyberiusza II Konstantyna
- Anastazja Barnimówna – księżniczka szczecińska i pomorska
- Anastazja bełska – córka księcia bełskiego Aleksandra Wsiewłodowicza
- Anastazja Czarnogórska – księżniczka Czarnogóry i wielka księżna Rosji
- Anastazja halicka – wielka księżna twerska
- Anastazja Jarosławówna – królowa Węgier
- Anastazja Mieszkówna – księżniczka wielkopolska i księżna zachodniopomorska
- Anastazja Michajłowna Romanowa – wielka księżna
- Anastazja Nikołajewna Romanowa – najmłodsza córka ostatniego cara Rosji Mikołaja II
- Anastazja Zacharyna – rosyjska bojarówna, żona Iwana IV Groźnego

### Aktorki
- Anastasija Gieorgijewska – radziecka aktorka
- Nastassja Kinski – niemiecka aktorka
- Anastasija Makiejewa – rosyjska aktorka
- Anastasija Wiertinska – rosyjska aktorka
- Anastasija Zujewa – radziecka aktorka

### Piosenkarki
- Anastacia – amerykańska piosenkarka
- Anastasija Karpowa – rosyjska piosenkarka
- Anastasija Osipowa – rosyjska piosenkarka
- Anastasija Prychod´ko – ukraińska piosenkarka
- Anastasia Stratakis – amerykańska śpiewaczka i aktorka
- Anastasija Winnikawa – białoruska piosenkarka

### Sportsmenki
- Anastasija Bajdiuk – ukraińska siatkarka
- Anastasija Barannikowa – rosyjska skoczkini narciarska
- Anastasija Barysznikowa – rosyjska zawodniczka taekwondo
- Anastasija Biednowa – rosyjska lekkoatletka
- Anastasija Bryzgałowa – rosyjska curlerka
- Nastassja Burnett – włoska tenisistka
- Anastasija Czaun – rosyjska pływaczka
- Anastasija Dawydowa – rosyjska pływaczka synchroniczna
- Anastasija Donika – łotewska siatkarka
- Anastasija Grigorjeva – łotewska zapaśniczka
- Anastasija Jakimawa – białoruska tenisistka
- Anastasija Jermakowa – rosyjska pływaczka synchroniczna
- Anastasija Kaciaszowa – białoruska wioślarka
- Anastasija Kalina – białoruska biatlonistka
- Anastasija Kapaczinska – rosyjska lekkoatletka
- Anastasija Kazakuł – rosyjska biegaczka narciarska
- Nastassia Kinnunen – białoruska biathlonistka i biegaczka narciarska
- Anastasija Kodirowa – rosyjska siatkarka
- Anastasija Komardina – rosyjska tenisistka
- Anastasija Kuźmina – słowacka biatlonistka
- Anastasija Lukina – amerykańska gimnastyczka sportowa
- Anastasija Mikłaszewicz – białoruska siatkarka
- Anastasija Miszyna – rosyjska łyżwiarka figurowa
- Nastassia Mironczyk-Iwanowa – białoruska lekkoatletka
- Anastasija Myskina – rosyjska tenisistka
- Nastassia Nowikawa – białoruska sztangistka
- Anastasija Orłowa – rosyjska siatkarka
- Anastasija Pawluczenkowa – rosyjska tenisistka
- Anastasija Piwowarowa – rosyjska tenisistka
- Anastasija Połujanowa – rosyjska łyżwiarka figurowa
- Anastasija Potapowa – rosyjska tenisistka
- Anastasija Rodionowa – rosyjska tenisistka
- Anastasija Sevastova – łotewska tenisistka
- Anastasija Skopcowa – rosyjska łyżwiarka figurowa
- Anastasija Soprunowa – kazachska lekkoatletka
- Anastasija Szwiedowa – rosyjska lekkoatletka
- Anastasija Taranowa-Potapowa – rosyjska lekkoatletka

### Szachistki
- Anastasija Bodnaruk – rosyjska szachistka
- Anastazja Karłowicz – ukraińska szachistka
- Anastasija Sawina – rosyjska szachista
- Nastassia Ziaziulkina – białoruska szachistka

### Inne
- Anastasija Azarka – białoruska działaczka młodzieżowa
- Anastasija Baburowa – rosyjska dziennikarka
- Anastasija Dimitrowa-Moser – bułgarska romanistka i polityk
- Anastazja Dzieduszycka – polska nauczycielka
- Anastazja Gajda – polska naukowiec
- Anastazja Markowicz – ukraińska malarka
- Anastasija Micha’eli – izraelska inżynier i polityk pochodzenia rosyjskiego
- Anastazja Siczek – polska działaczka społeczna
- Anastazja Sobolewska – polska Sprawiedliwa wśród Narodów Świata
- Anastasija Wołoczkowa – rosyjska balerina

## Filmy
- Anastazja (film 1956)
- Anastazja (film 1997)